# Distichophyllum angustissimum
Distichophyllum angustissimum là một loài Rêu trong họ Hookeriaceae. Loài này được Dixon mô tả khoa học đầu tiên năm 1935.